# Бернард Шайнер
Бернард Шайнер (фр. Bernard Szajner; нар. 27 червня 1944 Гренобль, Франція) — французький композитор, музичний теоретик, візуальний художник та творець лазерної арфи, яку він запатентував.

## Біографія
Народився в місті Гренобль, Франція 27 червня 1944 року у сім'ї польських євреїв, що жили у Німеччині, але потім через нацистську ідеологію та антисемітизм перебралися до Франції .
Бернард Шайнер випустив п'ять інноваційних та авангардних електронних музичних альбомів в період з 1979 по 1983 роки.
Визнаний і оцінений громадськістю і провідними фахівцями Франції, Бернард Шайнер, як технік по світло-візуальним ефектам співпрацював із такими артистами, як Magma, Gong, Стому Ямашта та The Who.
У 1970-х він став одним із перших, хто художньо використовував лазерні технології. Цікавість, величезний попит клієнтів та роман «Нова», Семюеля Ділейні надихнув Бернарда Шайнера створити в 1980 році променеву арфу. Цей інструмент змінює класичні зв'язки між музикою та світлом, де другий служить першому. Тепер же музика та світлові ефекти знаходяться на рівних умовах. Лазерна арфа пропонує більше музичної свободи, аніж звичайний синтезатор завдяки більшій кількості октав, а також дозволяє забезпечити феєричне лазерне шоу. Цей інструмент став дуже успішним і був, навіть, використаний Жан-Мішель Жарром протягом своєї подорожі по Китаю. Незважаючи на це, сам Бернард Шайнер помірковано використовує свій винахід у власних виступах. Насправді, він не бажав, щоб лазерна арфа була його єдиним досягненням і саме тому він продовжує розробляти інші аудіовізуальні інструменти, використовуючи нові інноваційні пристрої, такі як дотик або голографія.
Наприкінці 80-х років, втомившись від музичної індустрії від був відмовився від музики і звернувся до візуального та цифрового мистецтва, а також до театру. У своїй роботі він час від часу робить посилання на електронну музику. У 2012 році він об'єднався з майстром по візуальним ефектам Yro, щоб повернутися на сцену. У цьому ж році вони спільно підготували концерт No Concert Gold C-Tunes.

## Дискографія
- 1979, Visions of the Dune, Pathé/EMI.

Цей перший альбом був створений під впливом фантастичного роману "Дюна" Френка Герберта. Записаний спільно із кількома запрошеними музикантами, такими як Хан Роу та Клаус Блаквіз.
- 1980, Some Deaths Take Forever, Pathé/EMI[5].

Цей альбом натхненний почуттями двох ув'язнених у камері смерті. Деякі пісні спочатку були написані для саундтреку короткометражного фільму "Міжнародна амністія". Клаб Блаквіз та Бернард Паганотті також співпрацювали над цим проектом.
- 1981, Superficial Music (Поверхнева музика), IRC.

Назва цього альбому стосується роману Ґрема Ґріна "Подорож без карт". Друга частина вітхненна його дитинством; з триптихом Освенцим (Аушвіц польською мовою).
- 1981, Back to Siberia (Назад до Сибіру), Epic.

Альбом у дуеті з Карелом Біром під псевдонімом The (Hypothetical) Prophets.
- 1982, Wallenberg, Hypothetical records (Валленберґ, гіпотетичні записи).

Альбом у співпраці з Карелом Біром під псевдонімом The (Hypothetical) Prophets.
- 1983, Around The World (Навколо світу), Epic.  Альбом у дуеті з Карелом Біром під псевдонімом The (Hypothetical) Prophets.
- 1983, Brute Reason (Неґречна причина), Island Records.  Перший сольний альбом, зроблений лондонською студією Island Records, текст написав був Говард Девото.
- 1984, The Big Scare (Велика паніка), New Rose.  Максі 45 об/хв з 12 композицій, зроблених незалежним паризьким підприємством New Rose.
- 1986, Indécent Délit (Непристойний злочин), New Rose.  Максі 45 об/хв із 12 композицій, зроблених незалежним паризьким підприємством New Rose.

## Виступи
- Липень 1981, Виступ на Лазерній Арфі під час Фестивалю наукової фантастики та уяви у Метці.

- 2012, No Concert Gold C-Tunes, у співпраці з Yro.

Аудіовізуальне виконання якого розробив Бернард Шайнер і безпосередньо зіграв свою музику.
- 2013, The Conference of the Birds (Конференція птахів), у співпраці з Yro.